# Tall Dwarfs
Tall Dwarfs est un groupe de rock néo-zélandais actif entre 1980 et 1994. Il était composé de Chris Knox au chant et à la guitare (multi-instrumentiste), né le 2 septembre 1952 à Invercargill en Nouvelle-Zélande, et d'Alex Bathgate, guitariste, né en 1956 à Tapanui.
Le précédent groupe de Chris Knox, Toy Love avait enregistré pour WEA une série de 45 tours intitulés Rebel, Bride Of Frankenstein, et un album The Toy Love Album en 1980.

## Discographie partielle
- Three Songs (1981)
- Louis Likes His Daily Dip (1982)
- Canned Music (1983)
- Slugbucket Hairy Breath Monster (1984)
- The Long and The Short of it (1985)
- Throw a Sickie (1986)
- Dogma (1987)
- Weeville (1990)
- 3 EPS (1994)
- Stumpy (1996)
- Gluey Gluey (1998)
- Fifty Flavours of Glue (1998)
- The sky above the mud below (2002)[1]

## Sources
1. ↑  « Stasis!! », sur dropbear.id.au (consulté le 9 avril 2023).

- Dictionnaire du rock, Michka Assayas, tome 2, p.1902

- (en) Cet article est partiellement ou en totalité issu de l’article de Wikipédia en anglais intitulé « Tall Dwarfs » (voir la liste des auteurs).